# Temelucha vernalis
Temelucha vernalis là một loài tò vò trong họ Ichneumonidae.